# Avenue Edmond Galoppin
Pour les articles homonymes, voir Galoppin.
L'avenue Edmond Galoppin est une rue bruxelloise de la commune de Woluwe-Saint-Pierre qui parcourt le parc de Woluwe.
Sa longueur est d'environ 550 mètres.

## Origine du nom
L'avenue porte le nom de l'architecte paysagiste belge Edmond Galoppin (1851-1919). On lui doit notamment le parc Josaphat de Schaerbeek, les plans de la place des Bienfaiteurs, le remaniement du parc du palais d'Egmont et le parc du Domaine de Groenenberg à Leeuw-Saint-Pierre.